# 新田典生
新田 典生（にった のりお、1972年 - ）は、日本の男性アニメ演出家・監督。オー・エル・エム所属。岩手県出身。

## 来歴・人物
幼い頃よりプラモデルなどの物作りに親しんで育ち、大学では動画研究部に所属し漫画やアニメの業界に興味を持つ。大学卒業後は地元の岩手で金型制作の工場に勤務していたが、偶然手に取った情報誌でオー・エル・エムの求人を見かけ、「一緒にアニメを作りませんか」のコピーに惹かれて転職を決意。
2002年5月よりオー・エル・エムに入社。『劇場版ポケットモンスター 水の都の護神 ラティアスとラティオス』 の制作進行を皮切りに、劇場版ポケットモンスターを中心に制作として従事。そのうち、話作りから携わりたいと思うようになり社内の演出試験を受験。試験に課せられた『ポケットモンスター ダイヤモンド&パール』の1エピソード分の絵コンテを、通常業務の合間に2週間で700カット描き切った結果、合格し演出家としてキャリアをスタートさせる。
『ダンボール戦機』参加時に監督の高橋ナオヒトより指導を受け、監督補佐に就任した『ダンボール戦機WARS』では絵コンテの監修も経験。2015年より放送の『かみさまみならい ヒミツのここたま』で監督デビューを飾った。
演出の際は「シリアスなシーンはとことん真面目に、ギャグシーンは思いっきり遊ぶ」というメリハリを意識している。
2018年9月より2019年9月まで、「ここたま」シリーズ第2弾「キラキラハッピー★ ひらけ!ここたま」の監督を引き続き務めた。翌年2019年より同作シリーズ第3弾「モノのかみさま ここたま」の監督を引き続き務める。

## 参加作品

### テレビアニメ
2002年
- ポケットモンスター サイドストーリー（2002年 - 2004年、制作進行）
- ポケットモンスター アドバンスジェネレーション（2002年 - 2006年、制作進行）

2005年
- ToHeart2（2005年 - 2006年、制作デスク）
- RAY THE ANIMATION（2005年 - 2006年、制作デスク）

2006年
- ポケットモンスター ダイヤモンド&パール（2006年 - 2010年、絵コンテ・演出）

2007年
- さぁイコー! たまごっち（2007年 - 2008年、絵コンテ・演出）

2008年
- イナズマイレブン（2008年 - 2011年、演出・OP演出）

2011年
- ダンボール戦機（2011年 - 2012年、絵コンテ・演出・OP演出・ED演出）

2012年
- ダンボール戦機W（2012年 - 2013年、絵コンテ・演出・OP演出）

2013年
- ダンボール戦機WARS（監督補佐・絵コンテ・演出・OP演出・ED絵コンテ演出）

2014年
- GO-GO たまごっち!（2014年 - 2015年、演出）

2015年
- 妖怪ウォッチ（絵コンテ）
- かみさまみならい ヒミツのここたま（2015年 - 2018年、監督・絵コンテ・OP1絵コンテ演出・ED1絵コンテ演出）

2018年
- キラキラハッピー★ ひらけ!ここたま（2018年 - 2019年、監督・絵コンテ）

2020年
- メジャーセカンド（絵コンテ）

2021年
- オッドタクシー（副監督）
- 異世界食堂2（絵コンテ・演出）

2022年
- 異世界美少女受肉おじさんと（アニメーションスーパーバイザー・絵コンテ・演出）
- ラブオールプレー（絵コンテ）

2023年
- 悲劇の元凶となる最強外道ラスボス女王は民の為に尽くします。（監督・絵コンテ）

2024年
- 月刊モー想科学（絵コンテ・演出）
- ダンジョンの中のひと（絵コンテ・演出）
- BEYBLADE X（絵コンテ）

2025年
- ニャイト・オブ・ザ・リビングキャット（絵コンテ）

### 劇場アニメ
2002年
- 劇場版ポケットモンスター 水の都の護神 ラティアスとラティオス（制作進行）

2003年
- 劇場版ポケットモンスター アドバンスジェネレーション 七夜の願い星 ジラーチ（制作進行）

2004年
- 劇場版ポケットモンスター アドバンスジェネレーション 裂空の訪問者 デオキシス（制作進行）

2006年
- 劇場版 どうぶつの森（設定制作）

2007年
- 劇場版ポケットモンスター ダイヤモンド&パール ディアルガVSパルキアVSダークライ（設定制作）
- えいがでとーじょー! たまごっち ドキドキ! うちゅーのまいごっち!?（設定制作）

2010年
- 劇場版イナズマイレブン 最強軍団オーガ襲来（演出）

2012年
- 劇場版イナズマイレブンGO vs ダンボール戦機W（演出）

2014年
- 映画 妖怪ウォッチ 誕生の秘密だニャン!（演出）

2017年
- 映画かみさまみならい ヒミツのここたま 奇跡をおこせ♪テップルとドキドキここたま界（監督）

### Webアニメ
2019年
- モノのかみさま ここたま（2019年 - 2020年、監督）